# 壮药
壮药是指壮族人长期实践形成的一种传统药学。壮族地区天然药材资源丰富、品种繁多。广西现有植物药3700多种，动物药近200种，矿物药80多种，其中壮药2000多种，占70％。壮民族对这些宝贵资源很早就开始开发和利用，《山海经》中就已有文字记载。壮医对药物形态、功效、性味、采集、加工及分类已有了比较全面的认识，清代广西和云南方志中就已有记载。壮医对毒蛇咬伤、跌打损伤、风湿骨痛、中毒、癌症、瘴气、风、蛊、杂病等病的治疗用药积累了丰富经验。壮医对以动物和矿物入药，药酒药膳的制作都十分擅长，用药专门针对病情，药材一般由药农自种、自采、自己加工炮制。

## 分类
壮医对药物的分类方法有多种，有按药物的性味分类的，如寒药、热药、有毒药、无毒药；有按科分类的，如妇产科药、皮肤科药、小儿科药；有按功用分类，如清热解毒药、散被止痛药、拔毒生肌药、祛风湿药、化痰止咳药等；有按病症分类的，如治疗跌打损伤药、治疗黄疽药、治疗毒蛇咬伤药、治疗疮疗药；有按药物颜色分类的：如红药、黑药、白药、黄药。

## 药性

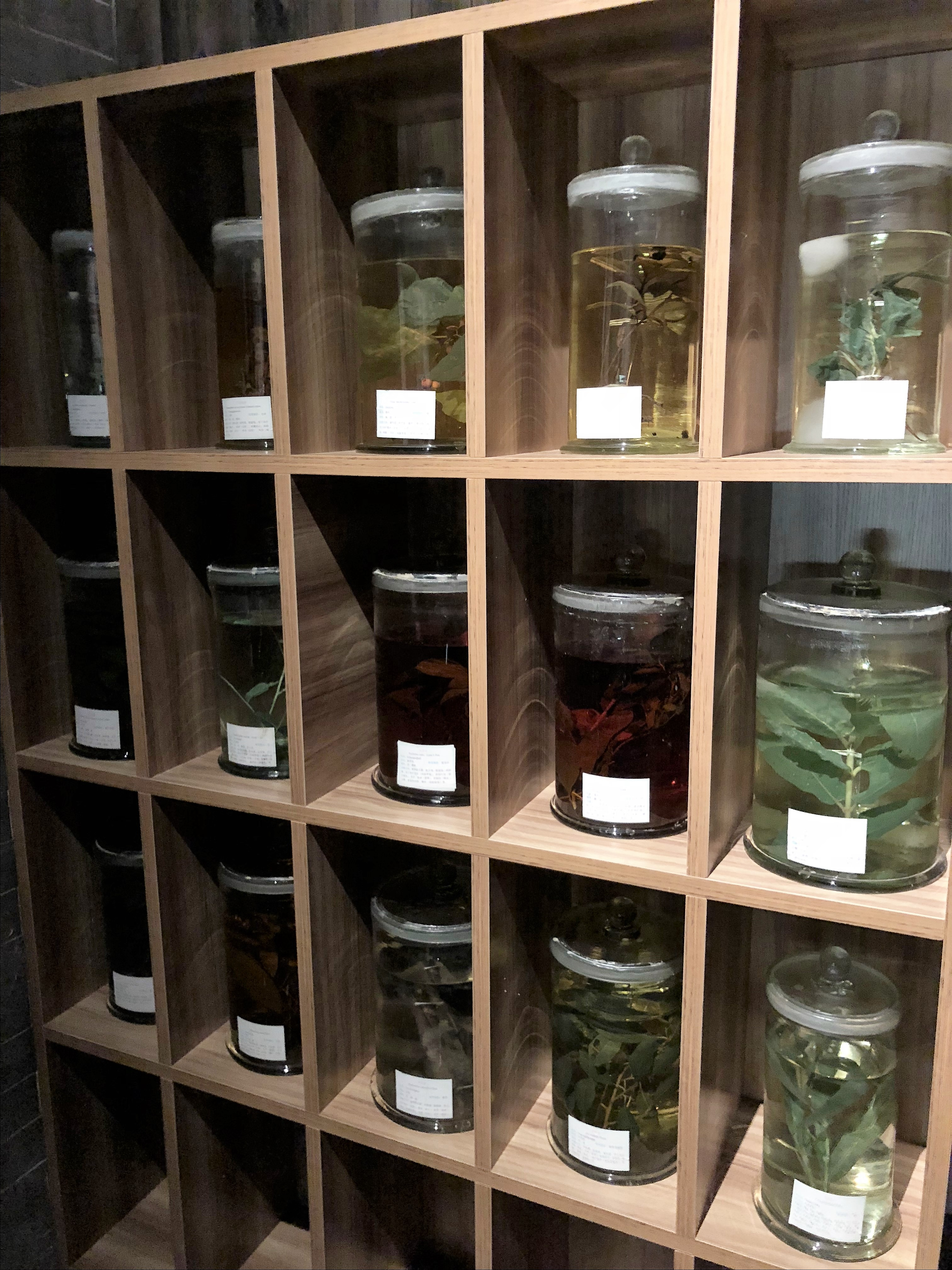
壮族药材。

壮医在实践中运用眼、耳、鼻、舌等感官来识别植物、动物、矿物的形、色、气味，从而鉴别出哪些可供药用、哪些不可供药用、哪些有毒、哪些无毒等，逐渐形成了“药”的感性认识。壮医药农对壮药的茎、叶、花一般都能正确地识别。并且熟悉药物产地、生长环境等。壮医对药物的性味及功能既有独特的认识，又善于吸取中医的长处。根据医疗实践反复验证，然后归纳总结药物的功能，通过口尝各种药物，来指导实际的应用。
药物的性质有寒、热、温、凉、平缓五种。寒凉药多用于热症，温热药多用于寒症，平缓性质的药物介于两者之间，寒热不显著。药味有酸、甜、苦、辣、咸、麻、淡、涩八种。每一种药物都有其药性和药味，但又不是孤立的，药性相同，药味不同则功用也不同，药味相同，药性不同，则作用也不一样。壮医用歌诀记载药物功用：“辛行气血能解表，跌打风湿并散寒。酸主固涩能收敛，止泻固精疗虚汗。苦寒祛湿能收敛，治疗实热排便难。麻能镇痛散痈疖，并疗舌伤与顽痰。涩主收敛能抗茵，止血烧伤能消炎。咸味化痞散疽病，通便泻下可软坚。甘味和中亦滋补，调和百药能矫味。淡昧祛湿亦利水，镇静除烦且安眠。”另一首歌诀则阐明药物形态与功用的关系：“有毛能祛风，浆液可拔脓，中空能利水，方茎发散功，毛刺多消肿，蔓藤关节通，对枝又对叶，跌打风湿痛，叶梗都有毛，止血烧伤用，诸花能发散，凡子沉降宏，方便开白花，寒性皆相同，红花又圆梗，性味多辛温。”

## 采集
壮医采药选择药物根、茎、花、叶、实不同部分的“旺期”，即有效成分含量最多的时节进行，按照实际治病所需而采，并注意保护药源。全草入药的在植物充分成长或开花时采集，从根以上割取地上部分，连根人药的，则全株拔起；叶的采集是在花将开或正在开的时候进行；花的采摘是在花正开放时；果实及种子有些是在成熟时采集，有些是在末成熟前采集；根茎的采集是在早春及深秋进行；树皮或根皮是在春、夏季节采集。以歌诀概括之：“根薯宜在冬，茎叶宜夏天，花采寒露中，果实应初熟，种子芳孰用”。壮医一般用鲜药，大多随采随用。

## 加工和贮存
通过对药物的加工保证药物干净，利于贮藏，提高疗效，降低或消除药物的毒性或副作用，方便服用。药物来回后，首先用手选或水洗除去药物的杂质、泥沙，然后除去非药用部分，若织用则可直接嚼服或捣烂取汁服或水煎服。干品加工有切片阴干，或炒黄、炒焦、炒炭；或米炒、盐炒、土炒、砂炒；或醋炙、蜜炙、姜炙、盐炙；或蒸煮，火俊苇方法。矿物药的加工主要是碾碎或捣碎，一般以铁制或木制的碾糟进行加工，或直接加石头上打碎。亦毛用火烧炬加工法。动物药的加工主要为宰杀后去体毛及内脏，烤干或晒干。药物放置在通风干燥的地方，常用的药物用缸、坛、桶，下面放置石灰，上面彭置药物，以防药物返潮,还有选用葫芦、袖子存放药物。有些药物则需密封保存，如名贵药材，一般以瓶装炒米密封保存。

## 配伍
壮医对配药十分讲究，—般4、5味药即成一方，很少超过10味药。根据病情需要而使用两种以上药物，一般由主药、配药、引药和解毒药组成一个方，主药是针对主要病症的药，配药是增进主药的功效或针对兼症的药。常选有在功效方面具有共性的药物作为主、配药。对于身体虚弱者，多配用动物药。小儿病症多配成药膳治疗。引药是促进药物到达病所或调和药味的药，解毒药是抑制或消除药物毒性和烈性的药物。在配伍中，有些药物合用能降低药物原有功效；甚至失去药效，应避免配合使用。妊娠禁忌药是指具有损害胎儿或导致流产的药物，大多为毒性较强或药性较猛烈的药物，如三十六荡、巴豆、假野芋、猪屎豆、八角枫、山铁树等。对某些散被通经的药物孕妇应慎用，如石吊兰、聋尾、仙人掌等。此外，有些药物只能外用，禁止内服，有些药物禁止皮肤接触等。忌口，即服药时的饮食禁忌，服药期间一般忌生冷、油腻、腥臭，如鲤鱼、菠萝、韭菜、牛肉等。服药期间尚应防止“并食毒”(又称“撞饭”)的发生。所谓并食毒是指几种食物不能合食，合食则生毒，引起身体不良反应。